# Kanton Serris
Kanton Serris (fr. Canton de Serris) je francouzský kanton v departementu Seine-et-Marne v regionu Île-de-France. Tvoří ho 24 obcí. Kanton vznikl v roce 2015.

## Obce kantonu
| - Bailly-Romainvilliers - Bouleurs - Boutigny - Chessy - Condé-Sainte-Libiaire - Couilly-Pont-aux-Dames - Coulommes - Coupvray - Coutevroult - Crécy-la-Chapelle - Esbly - La Haute-Maison | - Magny-le-Hongre - Montry - Quincy-Voisins - Saint-Fiacre - Saint-Germain-sur-Morin - Sancy - Serris - Tigeaux - Vaucourtois - Villemareuil - Villiers-sur-Morin - Voulangis |